# Калитчук Петро
Петро Калитчук (?, Августдорф — 27 серпня 1919, Брест-Литовський) — військовослужбовець УГА, жертва польського полону.

## Життєпис
Уродженець німецької колонії Августдорф поблизу Снятина. Ймовірно, що родина Калитчуків проживала на дотичних хуторах поблизу Августдорфа. Його батько міг походити з родини Калитчуків з села Карлів (Прутівка). Старшина УСС і історик українського війська Дмитро Микитюк помилково вважав, що Дмитро Калитчук є уродженцем іншої німецької колонії на території Снятинщини — Рудольфсдорфу (Стецівка) .
Власне те, що Калитчук народився і мешкав на Августдорфі, Бажанському було відомо з поданих Калитчуком даних в реєстраційних картках українських полонених. Про освіту і професію Петра Калитчука відомостей не збереглось. Точно відомо, що він долучився до УГА на початку 1919 р. і в тому ж році потрапив до польського полону, звідки уже не повернувся .
За версією М. Бажанського Петро Калитчук помер в 1920 р. в одному з польських таборів для вояків УГА. Причиною смерті дослідник вважав голод і тортури, яких зазнав августдорфець під час полону . Дослідник Дмитро Микитюк подає точнішу дату смерті — 27 серпня 1919 року в польському таборі для військовополонених УГА в Бресті-Литовському.